# 판시팡산
판시팡산(베트남어: Phan Xi Păng)은 베트남의 라오까이성과 라이쩌우성에 걸쳐 있는 산이다. 프랑스 식민지 시기의 표기인 판시판산(Fansipan)으로도 불린다. 해발 3,147.3 m로 베트남에서 가장 높고 인도차이나 반도 전체에서도 최고봉이어서 "인도차이나의 지붕"이라고 불린다. 사파에서 약 9 km 떨어져 있다.

## 이름의 유래
판시팡이란 이름의 유래는 분명치 않다. 산의 생김새를 따서 "기울어진 큰 바위"라는 뜻의 후아시판(Hủa Xi Pan)이라 불리던 것이 와전되었다는 설이 있고, 이 지역에 사는 베트남의 소수 민족인 흐몽족이 몽어로 진달래가 피는 산이라고 부르는 것이 이름의 유래가 되었다는 설이 있다. 응우옌 왕조 시기인 1905년 프랑스의 지도 제작을 도운 베트남 관리 판반선(Phan Văn Sơn)의 이름이 어찌어찌 와전 된 것이라는 해석도 있어 그 어느 것도 확실하다고 할 수 없다.

## 자연
판시팡산은 라오까이성과 라이쩌우성에 걸쳐 있다. 해발고도는 3,143 m 이고 인근 지형에 대비한 돌출 높이는 1,613 m이다. 신생대에 형성된 습곡산맥으로 식물 2,024 종, 동물 327 종이 보고 되어 있다. 식물 종 가운데 나무는 1,680 종이다. 이렇게 많은 다양성을 보이는 숲은 베트남에서도 드물어 "베트남 최고의 산림 자원"으로 평가되고 있다.
판시팡산의 기반암은 약 2억5천만년 전 무렵인 고생대 페름기에서 중생대 트라이아스기 사이에 형성되었다. 이후 중생대 후기에서 신생대 초기 사이에 있었던 인도차이나반도의 조산운동으로 호앙리엔선산맥이 생기면서 판시팡산이 형성되었다. 습곡에 따라 만들어진 계곡으로 홍강이 발원하여 동쪽으로 흐른다.

## 등반

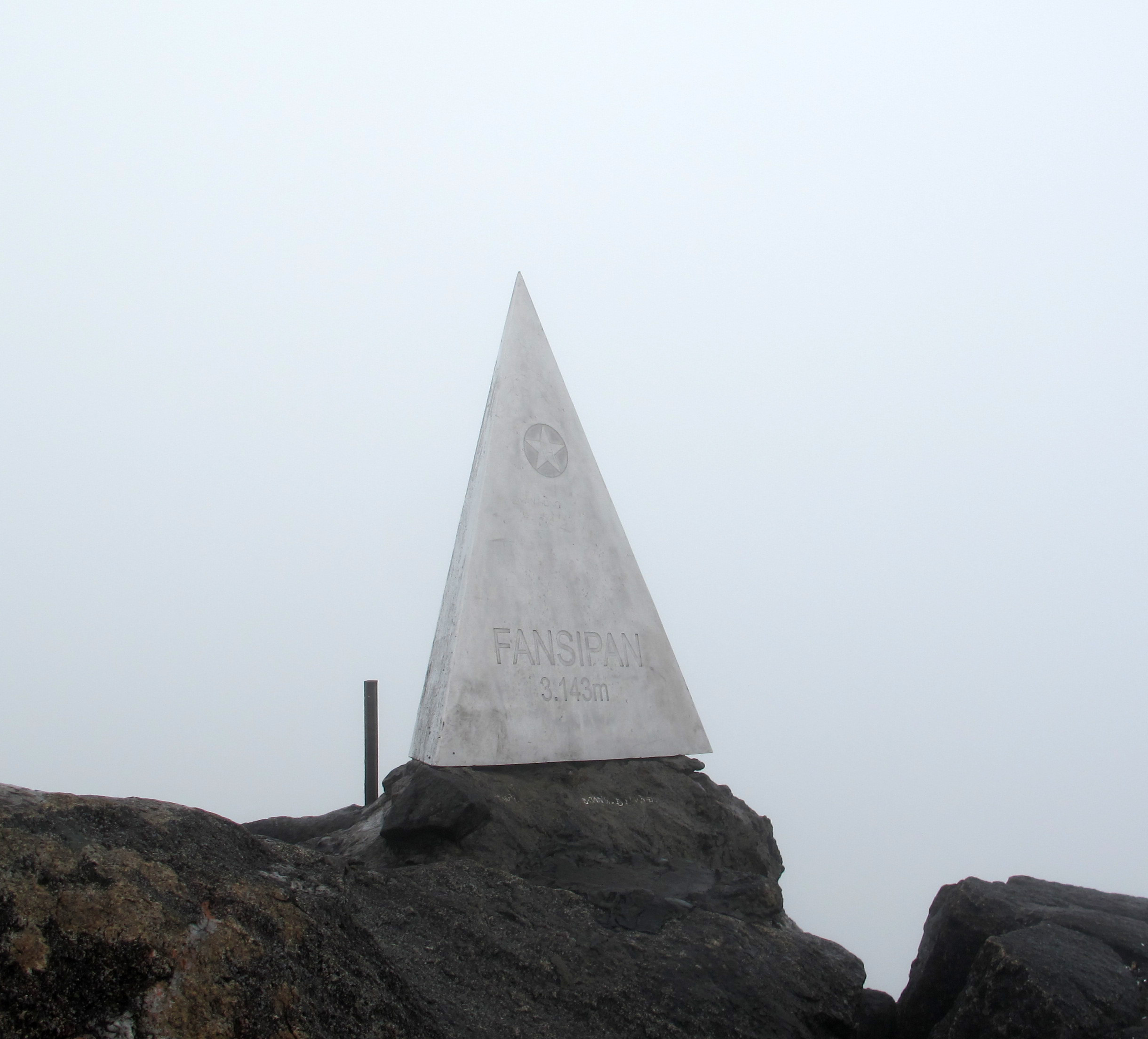
판시팡산 정상 표지석

1905년 프랑스에 의해 해발 3,143 m로 측량되었지만 정상 주변에 삼림이 울창하여 등반이 쉽지 않았다. 1991년 베트남 육군 장교인 응우옌티엔훙(Nguyen Thien Hung)이 공식적인 첫 정상 등반을 기록하였다. 통상적인 하이킹 경로를 따라 등반하면 사파에서 정상까지 대략 이틀 정도가 걸린다. 2016년 케이블카가 정상 바로 옆까지 놓여 약 20분 정도면 도달할 수 있게 되었다.

### 하이킹
판시팡산의 하이킹은 가장 가까운 마을인 사파에서 시작한다. 여러 경로가 있지만 비교적 완마한 경사를 따라 이틀 정도 걸려 오르는 코스가 인기가 높다. 산길을 따라 흐몽족의 마을을 지나며 사람들이 살아가는 모습도 볼 수 있다. 안전을 위해 하이킹에는 현지 안내원이 함께 한다. 중간 중간에 쉴 수 있는 대피소가 마련되어 있다. 산 정상은 케이블카를 타고 온 관광객들도 많아서 늘 붐빈다.

### 케이블카
2016년 선월드 판시판 회사가 정상 인근까지 케이블카를 놓았다. 케이블카는 매일 아침 7시 30분부터 오후 5시 30분까지 운행되며 한 대당 탑승 인원은 35명이다. 케이블카로 정상까지는 약 20분이 걸린다.

## 같이 보기
- 베트남의 산